# Delahaye Type 94
Der Delahaye Type 94 ist ein Pkw-Modell aus den 1920er Jahren. Hersteller war Automobiles Delahaye in Frankreich.

## Beschreibung
Im Oktober 1922 wurde ein Fahrgestell ohne Karosserie auf dem Pariser Autosalon präsentiert. Die Serienfertigung lief von 1923 bis 1926.
Der Vierzylinder-Ottomotor war in Frankreich mit 15 CV eingestuft. Damit rangierte das Modell oberhalb von Delahaye Type 87 mit 10 CV und Delahaye Type 92 mit 12 CV. Der Motor hat 85 mm Bohrung, 130 mm Hub und 2951 cm³ Hubraum. Er leistet 52 PS. Er ist vorn im Fahrgestell eingebaut und treibt die Hinterachse an.
Zwei verschieden lange Radstände von 3318 mm und 3468 mm oder von 3270 mm und 3420 mm standen zur Wahl. Weitere anderslautende Angaben sind 3380 mm und 3540 mm (1923), 3320 mm und 3470 mm (1924, 1926 und 1927) sowie 3460 mm (1925).
Erhältlich waren Tourenwagen, Limousine und Landaulet. Es wurden Links- und Rechtslenker angeboten. 100 km/h Höchstgeschwindigkeit sind möglich.
Insgesamt entstanden 232 Fahrzeuge.